# Harold Kroto
Sir Harold Walter Kroto, noto anche come Harry Kroto (Wisbech, 7 ottobre 1939 – Lewes, 30 aprile 2016), è stato un chimico inglese, vincitore del premio Nobel per la chimica nel 1996 per la scoperta del fullerene insieme a Robert Curl e Richard Smalley.

## Biografia
Harold Kroto, il cui vero cognome era Krotoschiner, era nato a Wisbech, nel Cambridgeshire, in Gran Bretagna. La famiglia di suo padre era originaria della Slesia, mentre sua madre era nata a Berlino ed era emigrata a Londra negli anni trenta per sfuggire alle persecuzioni naziste nei confronti degli ebrei. Kroto crebbe a Bolton, dove frequentò la scuola locale. Tra i suoi compagni c'è stato anche il noto attore Sir Ian McKellen. Nel 1955 il nome di famiglia venne abbreviato in Kroto. 
Da bambino Kroto rimase folgorato dal meccano, che riteneva uno degli elementi che hanno contribuito allo sviluppo di capacità poi risultate utili nella ricerca scientifica. Venne cresciuto nella fede ebraica, ma la religione non significò mai molto per lui. Kroto svolse le sue ricerche presso l'Università del Sussex e insegnò all'Università statale della Florida, a Tallahassee. Durante il dottorato di ricerca all'Università di Sheffield si occupò, tra le altre cose, di ricerche sull'ossido di carbonio, interessandosi alle molecole contenenti atomi di carbonio con legami multipli.
Successivamente si occupò di chimica organica e, grazie allo studio della spettrometria, di chimica quantistica. Negli anni settanta realizzò un programma di ricerca sulle catene di carbonio nello spazio interstellare. Il tentativo di spiegare alcune delle prove spettrometriche riscontrate lo condusse alla scoperta della molecola C60, o fullerene. Si occupò inoltre di nanotecnologie. Nel 1981 gli fu conferito il Tilden Prize dalla Royal Society of Chemistry, nel 2004 venne insignito della medaglia Copley e nel 2007 vinse il Premio Capo D'Orlando.

## Primi lavori
Nel 1961 ottenne la laurea in chimica all'Università di Sheffield, dove prese anche il Ph.D. Il suo dottorato di ricerca riguardava gli spettri elettronici ad alta risoluzione di radicali liberi tramite fotolisi (con la rottura dei legami chimici attraverso la luce). Tra l'altro, oltre alla realizzazione dei primi fosfalcheni (composti con legami doppi di fosforo carbonio), i suoi studi di dottorato inclusero alcune ricerche mai pubblicate sul subossido di carbonio, O=C=C=C=O, e questo lo portò verso un generale interesse nelle molecole che contengono catene di atomi di carbonio con numerosi legami multipli. Iniziò il suo lavoro con un interesse nella chimica organica, ma la spettroscopia lo spinse verso la chimica quantistica. In seguito sviluppò grande interesse nell'astrochimica. Dopo le ricerche di postdottorato presso il National Research Council in Canada e i Bell Laboratories negli USA, nel 1967 iniziò a insegnare e a fare ricerca presso l'Università del Sussex in Gran Bretagna. Divenne professore ordinario nel 1985 e fu professore ricercatore della Royal Society Research dal 1991 al 2001.

## Lavori successivi
Negli anni settanta lanciò un programma di studio alla ricerca di catene di carbonio nello spazio interstellare. Studi precedenti avevano individuato la molecola cianoacetilene, H-C≡C-C≡N. Il gruppo di Kroto cercò la prova spettrale di simili molecole più lunghe che individuò tra il 1975 e il 1978. Il tentativo di spiegare queste molecole lo portò alla scoperta del C60 (si veda buckminsterfullerene). Dopo avere sentito parlare del lavoro di spettrometria laser svolto da Richard Smalley e Robert Curl alla Università Rice del Texas, Kroto suggerì ai due ricercatori di utilizzare l'apparato di Rice per simulare la chimica del carbonio che ha luogo nell'atmosfera di una stella al carbonio. L'esperimento, condotto nel settembre 1985, non solo ha dimostrato che le stelle al carbonio potevano produrre le catene, ma ha anche rivelato un risultato sorprendente e inaspettato: l'esistenza del C60. I tre scienziati portarono avanti il lavoro insieme ai tre studenti laureati Jim Heath (ora professore ordinario al Caltech), Sean O'Brien (ora alla Texas Instruments) e Yuan Liu (ora a Oak Ridge).
Nel 1996 Curl, Kroto e Smalley ricevettero il premio Nobel. Nel 1995 Kroto fondò il Vega Science Trust, un ente benefico e di educazione (si veda http://www.vega.org.uk) che ha lo scopo di produrre filmati scientifici di alta qualità che includono conferenze, interviste con insigniti del premio Nobel, programmi di discussione, risorse per finanziare posizioni universitarie e trasmissioni televisive e su internet. La Vega ha prodotto oltre 100 programmi, dei quali la metà sono stati trasmessi dalla BBC. Inoltre, tutti i programmi possono essere visti gratuitamente sul sito istituzionale che funziona come un canale televisivo scientifico. Il sito viene visitato da oltre 160 Paesi ed è stato disegnato da Kroto in persona, grazie all'altra sua passione giovanile, la grafica.

## Vita personale
Kroto si dichiarava seguace di quattro "religioni": umanesimo, ateismo, Amnesty International e umorismo. La sua passione per la chimica, la fisica e la matematica era nata sui banchi di scuola e aveva scelto l'Università di Sheffield su consiglio di un suo professore di chimica che ne riteneva il dipartimento di Chimica il migliore d'Inghilterra. Nel 1963 sposò Margaret Henrietta Hunter, anche lei studentessa nella stessa università.

## Opere
- Molecole su misura. C60, il supermodello molecolare, Di Renzo Editore, 2005, ISBN 88-8323-108-2